# 소나기 (1978년 영화)
《소나기》(The Shower)는 한국에서 제작된 고영남 감독의 1978년 드라마 영화이다. 이영수 등이 주연으로 출연하였고 서병직 등이 제작에 참여하였다.

## 출연
- 이영수: 석이 역
- 조윤숙: 연이 역
- 김신재: 윤초시 역
- 주영훈

## 기타
- 원작자: 황순원
- 조명: 손한수
- 녹음: 김병수
- 미술: 조경환